# 158ª Divisione fanteria "Zara"
La 158ª Divisione fanteria "Zara" fu una grande unità di fanteria del Regio Esercito durante la seconda guerra mondiale.

## Storia

### Il Comando Truppe Zara
Il 1º gennaio 1936 fu costituito il Comando Truppe del Presidio di Zara, dipendente dal corpo d'armata di Firenze (VII), nell'allora italiana provincia di Zara, organizzato inizialmente su un Comando fronte a terra ed un Comando di artiglieria, con reparti provenienti da Regio Esercito, Guardia alla Frontiera e Milizia Volontaria per la Sicurezza Nazionale. Tra le armi e le specialità del Regio Esercito, erano presenti anche Carabinieri Reali, bersaglieri ed una compagnia meccanizzata equipaggiata con carri L5/21 ed autoblindo Lancia 1Z.
Dall'inizio della seconda guerra mondiale, il Comando Truppe Zara è impegnato nella difesa dei due soli comuni della provincia, Zara e Lagosta, che costituivano un'enclave italiana in territorio croato. Quando, durante l'invasione della Jugoslavia, la 2ª Armata avanza dalla Venezia Giulia in territorio jugoslavo, il 12 aprile 1941 anche i reparti del Comando Truppe Zara entrano in azione occupando Zaravecchia, Nona, Obrovazzo, Bencovazzo, Scardona ed infine Tenin, dove entrano in contatto con la 133ª Divisione corazzata "Littorio".
- I comandanti delle truppe del Presidio di Zara, sino al 31 agosto 1942 furono:
- col. (MOVM) Giovanni Esposito (1 gennaio - 14 novembre 1936),
- col. Manlio Mora (15 novembre 1936 - 13 settembre 1937);
- poi i generali di brigata Ubaldo Scanagatta (14 settembre 1937 - 31 agosto 1938),
- Luigi Zo (1 settembre 1938 - 9 settembre 1939),
- Carlo Rivolta (10 settembre 1939 - 17 agosto 1940),
- Emilio Giglioli (18 agosto 1940 - 11 maggio 1941),
- il colonnello Aldo Gentilini (interinale dal 12 maggio 1941) e
- il generale di brigata Ruggero Cassata (10 febbraio - 31 agosto 1942).

### La Divisione "Zara"
L'occupazione della Dalmazia consente a Mussolini di aggiungere un tassello al progetto della Grande Italia, con la costituzione, il 17 aprile 1941, del Governatorato di Dalmazia, unito al Regno d'Italia. Il governatorato ricade militarmente sotto la competenza del XVIII Corpo d'Armata, ivi trasferito il 3 febbraio 1942, dal quale dipende il Comando Truppe Zara. Questo, il 1º settembre 1942 viene trasformato divisione di fanteria da occupazione, con il nominativo di 158ª Divisione fanteria "Zara". La grande unità è ottenuta per riorganizzazione del personale e dei reparti del precedente comando, con la costituzione di due nuovi reggimenti di fanteria, il 291º ed il 292º Reggimento fanteria "Zara", ed uno di artiglieria divisionale, il 158°.
La divisione si schiera sulla costa dalmata a Zara, Spalato, Castelli, Sebenico, Traù e sulle isole antistanti, coprendo anche le vie di comunicazione stradali e ferrate dell'interno. Nell'ambito dell'attività anti-partigiana, la divisione è duramente impegnata nel 1943 in pesanti scontri con la resistenza jugoslava. La 158ª Divisione fanteria "Zara" si scioglie il 9 settembre, in seguito all'armistizio di Cassibile. Il personale che non viene fatto prigioniero dalla Wehrmacht, si unisce alla resistenza, ad eccezione della 107ª Legione CC.NN. "Rismondo", che si unisce ai tedeschi e viene poi integrata nell'Esercito Nazionale Repubblicano della Repubblica Sociale.

## Ordine di battaglia del Comando Truppe di Presidio di Zara: 1936
- Comando fronte a terra
  - Battaglione mitraglieri "Diaz" (della GaF)
  - Battaglione mitraglieri "Cadorna" (della GaF)
  - Battaglione bersaglieri "Zara"[3]
  - Compagnia meccanizzata "Zara"
  - una compagnia mista genio
  - una compagnia treno del genio
  - un plotone chimico
- Comando di artiglieria
  - Gruppo artiglieria "Chiarie"
  - Gruppo artiglieria "Ederle"
  - Gruppo artiglieria "Fadini"

## Ordine di battaglia del Comando Truppe di Presidio di Zara: 1940
- Comando fronte a terra
  - Battaglione mitraglieri da posizione "Diaz" (della GaF[4])
  - Battaglione mitraglieri da posizione "Cadorna" (della GaF)
  - Battaglione mitraglieri da posizione volontari "Francesco Rismondo" (della GaF)
  - Battaglione bersaglieri "Zara"
- Comando fronte a mare
  - Presidio militare delle Isole Zaratine
- Truppe del Comando
  - Gruppo territoriale CC.RR. "Zara"
  - Compagnia meccanizzata "Zara"
  - 107ª Legione CC.NN. "Zara"
    - CVII Battaglione CC.NN.(carri L 5/21 e autoblindo Lancia 1 ZM)
    - 107ª Compagnia CC.NN. mitraglieri

  - CIII Gruppo autonomo artiglieria Guarda alla Frontiera
  - III Gruppo/10ª Legione MACA
  - XXX Battaglione Misto Genio

## Ordine di battaglia della 158ª Divisione fanteria "Zara": 1942
- - Comando della fanteria divisionale (Gen. B. Francesco Giangreco dal 1º settembre 1942)
- 291º Reggimento fanteria "Zara"
  - Battaglione fucilieri "Diaz"
  - Battaglione bersaglieri ciclisti "Zara";
  - Battaglione mitraglieri "Spalato"
  - Compagnia controcarri da 47/32;
- 292º Reggimento fanteria "Zara"
  - Battaglione fucilieri "Cadorna"
  - Battaglione fucilieri "Rismondo"
  - Battaglione mitraglieri "Dalmazia"
  - Compagnia controcarri da 47/32;
- 107ª Legione CC.NN. ordinaria "Rismondo"
  - CVII Battaglione CC.NN.
  - 107ª Compagnia CC.NN. mitraglieri
- 158º Reggimento artiglieria "Zara"
- CCCXX Battaglione genio
  - 258ª Compagnia mista telegrafisti/marconisti;
  - 158ª Compagnia genio
- una sezione sanità
- una sezione sussistenza
- una sezione CC.RR.

## Ordine di battaglia della 158ª Divisione fanteria "Zara": 1943
- 291º Reggimento fanteria "Zara"
  - I Battaglione fucilieri "Diaz"
  - II Battaglione fucilieri "Traù"
  - Battaglione mitraglieri "Spalato"
  - Compagnia controcarri da 47/32;
- 292º Reggimento fanteria "Zara"
  - I Battaglione fucilieri "Cadorna"
  - II Battaglione fucilieri "Rismondo"
  - III Battaglione fucilieri
  - Compagnia controcarri da 47/32
- 11º Reggimento bersaglieri
- due battaglioni granatieri
- 158º Reggimento artiglieria "Zara"
- 60º Raggruppamento artiglieria da posizione GaF
- 152ª Compagnia presidiaria
- 343ª Compagnia presidiaria

## Comandanti (1942-1943)
- Gen. B. Carlo Viale (dal 1º settembre 1942 al 9 settembre 1943)

## C.R.O.W.C.A.S.S.
I nomi dei seguenti 6 appartenenti alla divisione Zara figurano nell'elenco CROWCASS (Central Registry of War Criminals and Security Suspects) (1947) compilato dagli Alleati anglo-americani delle persone ricercate dalla Jugoslavia per crimini di guerra.
(Name) BADINI Andrea  - (C.R. File Number) 255507 - (Rank, Occupation, Unit, Place and Date of Crime) Major, 291. Inf.Regt. Zara Div., Kistanje (Yugo.) 42  - (Reason wanted) Brutality  - (Wanted by) Yugo.
DAMIANI DE VERGADA Pietro (circa '13) - 259168 - Cmdt., 291 Regt. of the Zara Div., Kistanje, Piramatovci, Banja (Yugo.) - Misc. Crimes - Yugo.17.8.42, 3.43, 22.4.43
FLAVONI Giulio - 255135 - Major, Army, Zara-Div., 291 Rgt., Kistanje (Yugo.) 42 - Brutality - Yugo.
LEINWEBER Reno (circa 10) - 259171 - Commander, 291 Regt., "Zara"-Div., Kistanje, Piramatovci, Banja (Yugo.) 17.8.42, 3.43, 22.4.43 - Misc. Crimes - Yugo.
SENATORE Aldo - 191101 - Major, Ital. Army, Commander of Inf. Div. Zara, Sibenik (Yugo.) 41-43 Murder - Yugo.
VIALE Carlo - 191138 - General, Ital. Army, Com. of "Zara"-Div., Sibenik (Yugo.) 41-43 - Murder - Yugo.